# Veranus von Cavaillon

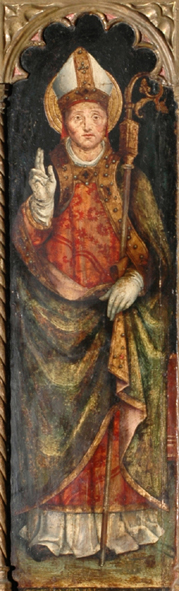
Hl. Veranus

Veranus von Cavaillon (frz. Saint-Vrain oder Saint-Vérand; * um 520 im Gevaudan; † um 590 in Cavaillon) war seit dem Jahr 585 Bischof von Cavaillon. In Frankreich gilt er mancherorts als Schutzpatron der Hirten und Schäfer.

## Vita
Gregor von Tours (538–594) erwähnt einige Wundertaten des Veranus – so verjagte er den Drachen Couloubre, der in einer Höhle im Gebiet der Vaucluse hauste und die Schafe der Bauern verschlang; außerdem werden ihm Teufelsaustreibungen nachgesagt. In Fontaine-de-Vaucluse gründete er eine Einsiedelei nahe der berühmten Quelle. Im Jahr 585 wurde er zum Bischof geweiht und nahm an der Synode von Mâcon teil.

## Verehrung
Über dem Grab des Bischofs in Fontaine-de-Vaucluse wurde eine Kirche erbaut, die jedoch Ende des 10. Jahrhunderts zerstört wurde; in der heutigen Kirche steht ein schlichter Sarkophag des Heiligen. Um das Jahr 1000 kam ein großer Teil der Reliquien nach Jargeau bei Orléans, wo ihm eine Kirche geweiht wurde, die jedoch später in Saint-Étienne umbenannt wurde. Ein Teil der Reliquien kam auch nach Albenga in Ligurien; in der dortigen Kathedrale befindet sich ein Glassarg mit einer Liegefigur des Heiligen. Nur einige wenige Kirchen in der Bretagne und in der Marne-Region sowie mehrere Gemeinden in Frankreich sind nach dem Heiligen benannt:
- Saint-Vrain (Essonne)
- Saint-Vrain (Marne)
- Saint-Véran (Hautes-Alpes)
- Saint-Vérand (Rhône)
- Saint-Vérand (Isère)
- Saint-Vérand (Saône-et-Loire)

## Darstellung
Mittelalterliche Darstellungen des Heiligen sind unbekannt; in den wenigen neuzeitlichen Darstellungen wird er meist im Bischofsornat und mit Bischofsstab dargestellt, es gibt aber auch eine Darstellung als Einsiedler.